# مقتل ديبرا جاكسون
ديبرا لويز جاكسون (20 سبتمبر 1956 - 30 أو 31 أكتوبر 1979)، عرفت سابقًا بلقب "ذات الجوارب البرتقالية" عندما كانت مجهولة الهوية، هي امرأة أمريكية وقعت ضحية جريمة قتل وظلت هويتها غير معروفة لما يقرب من 40 عامًا. في عام 2019، تم التعرف عليها من خلال مطابقة الحمض النووي مع أختها التي لا تزال على قيد الحياة.
قتلت ديبرا في 30 أو 31 أكتوبر 1979 في جورجتاون، تكساس. عثر على جثتها عارية باستثناء زوج من الجوارب البرتقالية، وهو ما أدى إلى تسميتها بهذا اللقب. أظهرت التحقيقات أنها تعرضت للخنق، ويُعتقد أنها قُتلت قبل ساعات قليلة من اكتشاف جثتها.
أُدين هنري لي لوكاس بقتلها بعد أن اعترف بالجريمة، رغم وجود شكوك حول مدى تورطه. ورغم هذه الشكوك، لم تُلغَ إدانته، لكن حُكم الإعدام الصادر بحقه خُفف في عام 1998 من قبل حاكم تكساس جورج دبليو بوش. لاحقًا، توفي لوكاس في السجن عام 2001. ومع ذلك، تشير أدلة قوية إلى أنه كان في فلوريدا وقت وقوع الجريمة، مما أثار المزيد من التساؤلات حول إدانته.

## الأدلة والوصف المادي
الضحية هي امرأة بيضاء تعرضت للاعتداء الجنسي، وعثر على جثتها في بئر على الطريق السريع 35 بعد أن تم جرها وإلقاءها فوق حاجز الحماية. وقد تم تحديد سبب الوفاة بأنه الخنق، حيث كانت هناك كدمات واضحة على رقبتها، بالإضافة إلى كدمات أخرى ناجمة عن سقوط الجثة من الجسر. كما وُجدت بقع دم في مكان الحادث. قُدِّر أن الضحية كانت في العشرينيات من عمرها وقت وفاتها. تجدر الإشارة إلى أنه تم رصد العديد من جرائم القتل الأخرى على طول نفس الطريق السريع في مقاطعة ترافيس بولاية تكساس، وأشارت الشرطة إلى أنه من الممكن أن تكون هذه الجرائم مرتبطة بتلك الجريمة، التي كانت الضحية فيها مجهولة الهوية في ذلك الوقت.
كانت أرجل الضحية غير حليقة، واحتوت على عدد كبير من لدغات الحشرات. أظافر قدميها طويلة جدًا، في حين  أظافر يديها ملونة. بالإضافة إلى ذلك، كان هناك ندبة شعرية تحت ذقنها. رغم إصاباتها، لم تكسر أي من عظامها خلال حياتها، لكنها كانت تعاني من التهاب البواسير نتيجة لإصابة سابقة بالسيلان. شعرها بنيًا مائلًا إلى الحمرة بطول 10 بوصات. يُقدر عمرها بين 15 إلى 30 عامًا، وطولها كان يتراوح بين 8 إلى 10 بوصات، ووزنها بين 140 إلى 160 رطلاً. اثنان من أسنانها مفقودة، بينما بقية أسنانها محفوظة جيدًا، رغم عدم وجود علامات على العناية بالأسنان مثل الحشوات أو التيجان. عثر على خاتم فضي في يدها يحتوي على الابلوني أو عرق اللؤلؤ، وكانت أذنها مثقوبة.
عثر في مكان الحادث أيضًا على منشفة يُحتمل أنها كانت تستخدم بدلًا من الفوطة الصحية، وكانت بجانب الضحية، مما يشير إلى أنها ربما كانت تحاول السيطرة على حيضها دون الحاجة إلى إنفاق المال على سدادات قطنية. بالإضافة إلى ذلك، عثر على علبة ثقاب تعود إلى فندق في هنريتا، أوكلاهوما، مما يعزز النظرية بأنها كانت متجولة أو تائهة.

## اعترافات هنري لي لوكاس
في عام 1982، اعترف القاتل المتسلسل هنري لي لوكاس بقتل ديبرا جاكسون، رغم عدم وجود دليل مادي يثبت تورطه في القتل أو الاعتداء الجنسي أو التخلص من الجثة. في إحدى المقابلات، قال إنه التقى بها في أوكلاهوما حيث طلب منها ممارسة الجنس، وعندما رفضت وأرادت مغادرة سيارته، قتلها واغتصب جثتها، ثم نقلها إلى جورجتاون. كما ذكر لوكاس أن الضحية قالت له إن اسمها كان "جواني" أو "جودي"، وأعطى تفاصيل دقيقة حول كيفية سحب الجثة إلى الحاجز الذي وُجدت بالقرب منه.
ومع ذلك، كان هناك العديد من الشكوك حول صحة اعترافه. ففي وقت مقتل ديبرا، كان لوكاس في فلوريدا بينما كانت الجريمة قد وقعت في تكساس. كما ذكر المحققون أن لوكاس تراجع عن بعض التفاصيل التي ذكرها في اعترافاته، وكان قد تناقض عدة مرات بشأن وقائع القضية. بالإضافة إلى ذلك، كان قد قدم اعترافات زائفة بشأن ارتكاب جرائم قتل أخرى، مما جعل مصداقية اعترافه موضع شك. وقد تم تزويده بصور لمسرح الجريمة قبل المقابلة مما أثار المزيد من الريبة حول صدق أقواله. وقال محامو الدفاع إنه من غير المحتمل أن يكون قد انتقل بين الولايات بسرعة كما ادعى، مما يزيد من تشكك المحققين في صحة اعترافه.
في النهاية، وبعد سنوات من الاعترافات المتناقضة، تم تخفيض حكم الإعدام الذي صدر ضد لوكاس بضغط من حاكم ولاية تكساس جورج دبليو بوش، ليُحكم عليه بالسجن المؤبد. وكان هذا بعد أن تبين أن القضية التي أدت إلى حكم الإعدام كانت معتمدة بشكل كبير على اعترافات مشكوك فيها من لوكاس، الذي عاد لاحقًا لينكر معظم اعترافاته، قائلاً إن الجريمة الوحيدة التي ارتكبها كانت قتل والدته.
بعد تخفيف عقوبة لوكاس، أعربت والدة سوزان بويرز عن معارضتها للقرار، وانضمت إليها أصوات أخرى معترضة. فقد اعترف لوكاس بقتل طفل يبلغ من العمر 12 عامًا في عام 1984، وهو ما أثار غضب العديد من الأشخاص الذين رأوا أنه يجب عدم تخفيف حكمه نظراً لاعترافاته المتعلقة بالجرائم المروعة التي ارتكبها.

## الظهور الإعلامي والتحقيق الإضافي
في عام 2001، ظهرت صورة لامرأة مفقودة تحمل تشابهًا كبيرًا مع الضحية، غير أن اختبارات الحمض النووي أكدت عدم التطابق. وفي تقرير إعلامي آخر، أُشير إلى أن "ذات الجوارب البرتقالية" قد تكون امرأة اختفت في السبعينيات برفقة صديقها الذي كان يُعرف بسلوكه المسيء. كما تكهن البعض بأن هويتها قد تعود إلى مارثا موريسون، لكن في عام 2015، تم التعرف رسميًا على رفات موريسون، والتي عُثر عليها في واشنطن بنفس العام الذي فُقدت فيه، ما أدى إلى استبعاد هذا الاحتمال. كما تم استبعاد العديد من النساء المفقودات الأخريات بعد إجراء الفحوصات اللازمة.

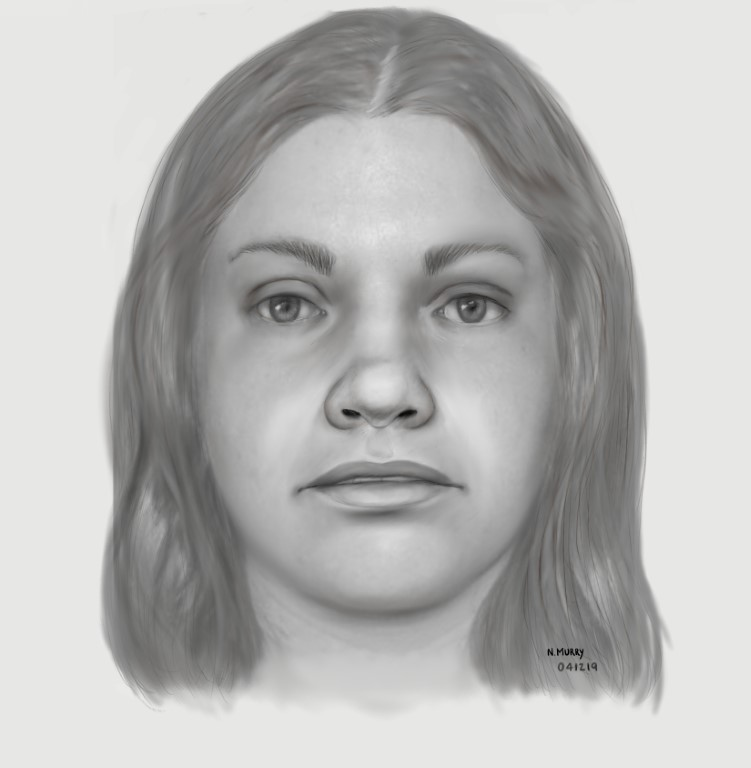
إعادة بناء صورة حديثة لجاكسون بناءً على صور تم التقاطها قبل التعرف عليها.

تم تسليط الضوء على قضية "ذات الجوارب البرتقالية" مرتين ضمن برنامج أكثر المطلوبين في أمريكا، حيث تلقت الجهات المعنية اتصالًا من امرأة مجهولة زعمت أنها شاهدت الضحية تطلب توصيلة في يوم مقتلها، إلا أن هذه المعلومات لم تسفر عن أي تطورات جديدة في القضية.
وفي عام 2016، وبمناسبة الذكرى الـ37 لاكتشاف جثتها، قام المركز الوطني للأطفال المفقودين والمستغلين بإصدار صور مُعاد تصميمها للضحية، كما تم إدراجها ضمن قاعدة بيانات المنظمة في محاولة لتحديد هويتها.
بحلول مايو 2018، أعلن مسؤولو إنفاذ القانون عن إجراء فحوصات دقيقة على الخاتم الذي كانت ترتديه الضحية، بالإضافة إلى تحليل الجوارب البرتقالية لتحديد مصدرها.
وفي يناير 2019، كُشف أن عينات الحمض النووي المستخرجة من جوارب الضحية تحتوي على آثار وراثية تعود إلى رجلين أو أكثر. كما تم الحصول على عينات إضافية من الحمض النووي من تحت أظافرها وشعر عانتها، في محاولة لجمع أدلة قد تسهم في حل القضية.

### تحديد الهوية
في أغسطس 2019، تم الكشف عن الهوية الحقيقية لـ"ذات الجوارب البرتقالية"، حيث تبين أنها ديبرا جاكسون، وذلك بعد أن تمكن مشروع DNA Doe من تحديد أحد أقاربها المحتملين. كما ساهم إصدار رسم توضيحي مُحدّث في لفت انتباه أخت جاكسون، التي تعرفت على شقيقتها بناءً على صور المشرحة وخصائصها الجسدية.
وعند إجراء اختبار الحمض النووي باستخدام عينة قدمتها الأخت، أكدت النتائج صلة القرابة، ما أنهى لغز هوية الضحية التي ظلت مجهولة لعقود. تشير التحقيقات إلى أن جاكسون شوهدت آخر مرة حوالي عام 1977، لكنها لم تُدرج مطلقًا ضمن قوائم المفقودين.
كشفت عمليات البحث اللاحقة أنها كانت تعمل عام 1978 في فندق Ramada Inn بمدينة أماريلو، تكساس، وكذلك في منشأة Pour-Mont للرعاية المعيشية في آزل، تكساس. كما رجحت سلطات إنفاذ القانون أنها عملت في شركة عقارات عام 1979.
ولا تزال بعض الجوانب في حياة جاكسون غامضة، لكنها التحقت بالمدارس المحلية وربما كانت تُعرف أيضًا بأسماء العائلة "مون" و"لارند".